# Happy Feet
Happy Feet (pronuncia-se AFI: /ˈhæpi fiːt/) é um filme de animação gerada por computador (CGI), produzido pela Village Roadshow Pictures, e lançado pela Warner Bros. em 17 de novembro de 2006 nos Estados Unidos. Foi escrito por Warren Coleman, John Collee e George Miller e dirigido por George Miller. O filme foi produzido em Sydney, no estúdio de animação Animal Logic.

## Sinopse
Na nação dos pinguins imperador que moram na Antártica, a vida se resume basicamente a cantar. Isto causa grande preocupação para Mano (Mumble, em inglês), diferente de todos os pinguins ele não sabe cantar e sim sapatear, para o espanto de todos, inclusive de seu pai, Memphis, que diz que "isso não é coisa de pinguim”. Apaixonado por Glória, mas sem ter como conquistá-la, já que os pinguins fazem isso através da música, Mano se afasta de seu bando e conhece outra espécie de pinguins, os Adelie. Através de seus passos de dança ele acaba formando amizade com esse grupo de pinguins (Ramon, Nestor, Raul, Rinaldo e Lombardo). Mas Mano não desiste de viver entre sua espécie, e tentará mostrar que a dança pode mover montanhas. Nisso, ele sai para uma busca para descobrir o que acontecia  com os peixes que estavam sumindo.

## Trilha sonora
A  trilha sonora do filme conta com músicas do Queen, Prince, Frank Sinatra, Chicago, Steve Wonder e outros grande nomes da música. Algumas canções são interpretadas pelo próprio elenco. A canção "Song of the Heart", do cantor Prince, foi composta especialmente para filme.

### Álbum
O CD com a trilha-sonora contém:
1. Song of the Heart - Prince
2. Hit Me Up – Gia Farrell
3. Tell Me Something Good - Pink
4. Somebody to Love (do Queen) - Brittany Murphy
5. I Wish (de Stevie Wonder) - Fantasia Barrino / Patti LaBelle / Yolanda Adams
6. Jump N' Move - Brand New Heavies
7. Do It Again - The Beach Boys
8. The Joker / Everything I Own - Jason Mraz / Chrissie Hynde
9. My Way (de Frank Sinatra) - Robin Williams
10. Kiss (de Prince) / Heartbreak Hotel (de Elvis) - Nicole Kidman / Hugh Jackman
11. Boogie Wonderland (do Earth Wind & Fire) - Brittany Murphy
12. Golden Slumbers / The End (de The Beatles) - k.d. lang
13. The Story of Mumble Happy Feet – John Powell

## Jogo
O jogo foi baseado no filme e foi desenvolvido pela A2M e publicado por Midway Games. O jogo tem o mesmo elenco principal do filme. Foi lançado para PC, PlayStation 2, GameCube, Game Boy Advance, NDS e Wii.
Artificial Life, Inc. também desenvolveu um jogo de Happy Feet para dispositivos móveis para o mercado japonês.

## Recepção

### Bilheteria
O filme se tornou o número um nos Estados Unidos na primeira semana de lançamento (17 a 19 de novembro de 2006) alcançando $41,6 milhões de dólares e vencendo 007 - Cassino Royale pela maior bilheteria. Ele permaneceu número um para o fim de semana de ação de graças, tornando a US $ 51.6 milhões durante o período de cinco dias.
O orçamento da produção foi de 100.000 milhões de dólares.

### Críticas
Happy Feet recebeu a melhor média das opiniões dos críticos de cinema, e obteve uma aprovação de 74% de Rotten Tomatoes, depois de ter feito uma revisão e colocado em seu site. O filme ficou com 82% de aprovação do Top Critics .

### Análise
O filme também ganhou, desde o seu lançamento, um pouco de análise e dissecação de vários lugares. O crítico de cinema Yar Habnegnal tenha escrito um ensaio, publicado no Fórum de Arte Contemporânea e Sociedade, que analisa os temas da invasão apresentados ao longo do filme, assim como vários subtextos e outros temas, tais como a hierarquia religiosa e as tensões inter-raciais.

### Sequência
Happy Feet 2 foi produzido na Dr. D Studios, com data de lançamento em 18 de novembro de 2011. Wood e Williams reprisaram seus papéis para a sequência. Mas Murphy não foi capaz de reprisar seu papel, devido à sua morte, embora um mal entendido dos produtores do filme já tenha rejeitado a participação da atriz já durante a escolha do elenco, em meados de 2009. Os produtores achavam que Brittany era "drogada" só por causa do uso de remédios pela atriz, que foi substituída pela cantora Pink. Matt Damon e Brad Pitt não teriam assinado a prestação de trabalho de voz para o filme também.

## Principais Prêmios e Indicações
Oscar 2007
- Óscar para Filme de Animação

Globo de Ouro 2007
- Venceu na categoria de Melhor Canção Original por "The Song of the Heart" de Prince Rogers Nelson.
- Indicado na categoria de Melhor filme de animação.

BAFTA 2007
- Venceu na categoria de Melhor Filme de Animação.

 New York Film Critics Circle 
- Venceu na categoria de Melhor Filme de Animação